# Cereal Killer (album)
Pour les articles homonymes, voir Céréales Killer.
Albums de Green Jellÿ
Triple Live Möther Gööse at Budokan
(1989) Cereal Killer Soundtrack
(1993)
Cereal Killer est un album du groupe de heavy metal Green Jellÿ sorti en 1992, composé de onze clips.
En 1993, une version en cassette audio, Cereal Killer Soundtrack, est également sortie.

## Liste des titres
Les titres sont identiques sur les deux versions, vidéo et cassette audio.
| A1.   | Obey The Cowgod                 | 3:10 |
| A2.   | Three Little Pigs               | 5:53 |
| A3.   | Cereal Killer (Edit)            | 3:29 |
| A4.   | Rock-N-Roll Pumpkihn            | 2:41 |
| A5.   | Anarchy in the U.K.             | 3:28 |
| B1.   | Electric Harley House (Of Love) | 4:36 |
| B2.   | Trippin' On XTC                 | 3:42 |
| B3.   | Misadventures Of Shitman        | 3:07 |
| B4.   | House Me Teenage Rave           | 4:29 |
| B5.   | Flight Of The Skajaquada (Edit) | 4:02 |
| B6.   | Green Jellö Theme Song          | 2:16 |
| 40:53 |                                 |      |